# Kanton Orcines
 Orcines  is een kanton van het Franse departement Puy-de-Dôme. Het kanton maakt deel uit van het arrondissement  Clermont-Ferrand.  

 Het telt 17.838  inwoners in 2018.

Het kanton  werd gevormd ingevolge het decreet van 21  februari 2014 met uitwerking op 22 maart 2015 met Orcines als hoofdplaats.

## Gemeenten
Het kanton Orcines  omvat volgende 23 gemeenten: 
- Aurières
- Aydat
- Ceyssat
- Chanat-la-Mouteyre
- Cournols
- Gelles
- Heume-l'Église
- Laqueuille
- Mazaye
- Nébouzat
- Olby
- Olloix
- Orcines
- Orcival
- Perpezat
- Rochefort-Montagne
- Saint-Bonnet-près-Orcival
- Saint-Pierre-Roche
- Saint-Sandoux
- Saint-Saturnin
- Saulzet-le-Froid
- Le Vernet-Sainte-Marguerite
- Vernines